# Saduria sabini
Saduria sabini is een pissebed uit de familie Chaetiliidae. De wetenschappelijke naam van de soort is voor het eerst geldig gepubliceerd in 1849 door Henrik Nikolai Krøyer.